# Safita
Safita (en árabe: صا فيتا) es una ciudad ubicada en el noroeste de Siria, 34°49′00″N 36°07′00″E / 34.81667, 36.11667, situada al sureste de Tartus y al noroeste de Crac de los Caballeros. La ciudad tiene una población de 33.000 habitantes. Está situada en las montañas costeras de Siria, en lo alto de tres colinas y en los valles que se forman entre ellas. Safita creció prominentemente durante la Cruzadas y estaba habitada por los Caballeros Templarios del Chastel Blanc, formando parte del condado de Trípoli.

## Historia
La ciudad ha sido habitada desde los tiempos de los fenicios y se han realizado varios descubrimientos arqueológicos, incluidos asentamientos fenicios y cananeos.
En 1102, Raimundo IV de Tolosa comenzó a tomar la tierra de los emires Ammars Banu de Trípoli. Un sitio de cuatro años en Trípoli dio lugar a un control total de la ciudad y muchas tierras que la rodeaban, incluyendo Safita, el sultán Baibars capturó el castillo en 1271.

## Chastel Blanc

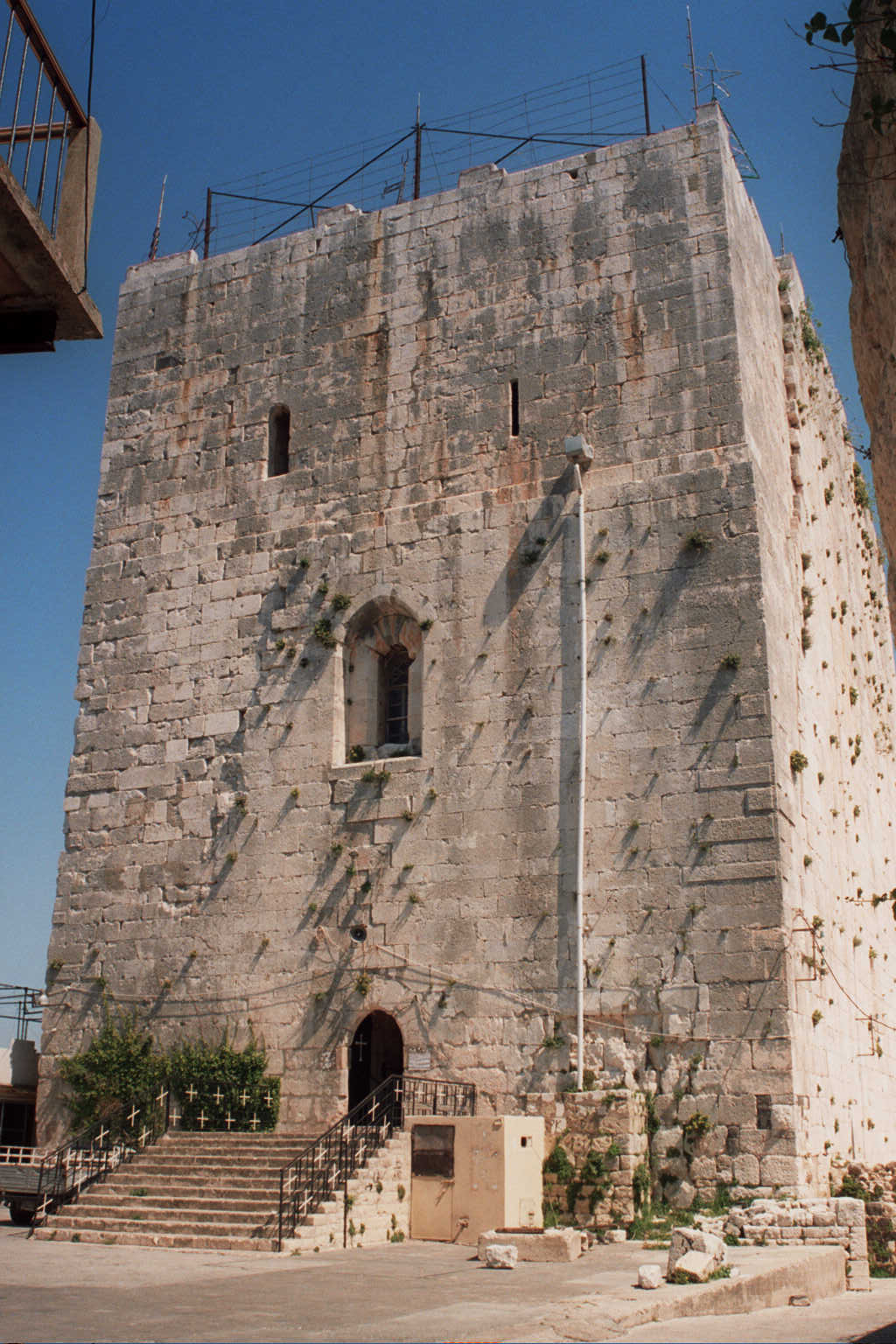
Torre de Chastel Blanc

Chastel Blanc (llamado por los nativos, "Burj Safita", que significa torre Safita), fue construida por los Caballeros Templarios durante las cruzadas. Fue construido en la colina central de los tres colinas de Safita, ofrece una vista de los alrededores, y era una parte importante de la red de fortificaciones de las Cruzadas en la zona. Desde el techo, se puede ver desde el mar Mediterráneo a las montañas cubiertas de nieve del Líbano, y la ciudad de Trípoli. Tiene una altura de 28 metros, un ancho de 18 metros y una longitud de 31 metros. Una campana grande está en la pared occidental, y su sonido se puede oír a 5 kilómetros de Safita. El castillo tuvo que ser restaurada en los años 1170 y 1202, tras los daños que sufrió, debido a los terremotos. La torre actual data probablemente de la reconstrucción después de 1202.

## Capilla de San Miguel en la planta baja de Chastel Blanc

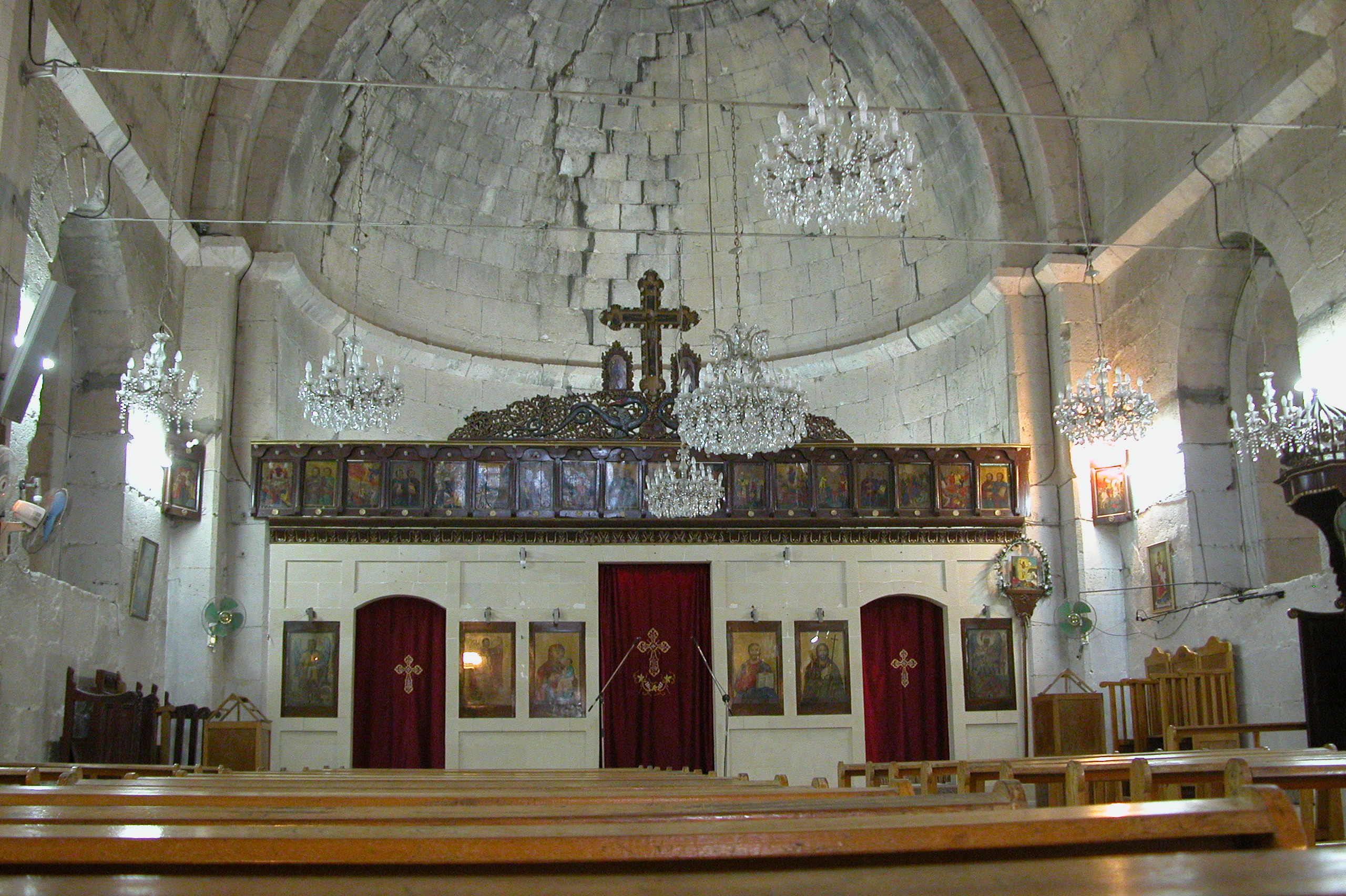
Capilla de San Miguel, en Chastel Blank

La torre sirvió para dos propósitos, como capilla y como fortaleza, construida con gruesos muros de tres metros de ancho, de bloques de piedra caliza. La planta baja contiene todavía una capilla dedicada a San Miguel y utilizados por la comunidad ortodoxa griega de Safita. La segunda planta servía de dormitorio, y contiene muchas pequeñas ventanas en ángulo que fueron utilizados por los arqueros para defender la torre. Por debajo de la torre hay una cisterna de agua, un elemento esencial en caso de sitio.